# منوشهر الثالث الجاقلي
منوشهر الثالث الجاقلي هو سياسي عثماني شغل منصب والي في الدولة العثمانية.

## مناصبه
تولى المناصب التالية:
- أمير مسخاتي (1607–1625)